# Danse serpentine par Mme Bob Walter
Danse serpentine par Mme Bob Walter és una pel·lícula francesa muda dirigida per Alice Guy, estrenada el 1897. Produïda per Société L. Gaumont et compagnie, dura uns 2 minuts.

## Sinopsi
Una imitadora de Loïe Fuller interpreta la coreografia de la dansa serpentina.

## Anàlisi
Moltes danses serpentines es van gravar en els primers dies de les pel·lícules, inclosa Annabelle Serpentine Dance, interpretada el 1894 per William Kennedy Dickson, després aquesta versió dirigida per Alice Guy, i una altra, dirigida el 1902 per la mateixa Alice Guy: Lina Esbrard, Danse serpentine.

## Repartiment
- Mme Bob Walter: La dansaire

## Producció
- La datació de 1897 i l'atribució a Alice Guy es proposen al llibret del conjunt de DVD Le cinéma premier 1897-1913 volum 1, publicat per Gaumont el 2008.[1]
- La pel·lícula es va projectar especialment al Festival de Cinema de La Rochelle el 2018.[2]